# 大龙邮票

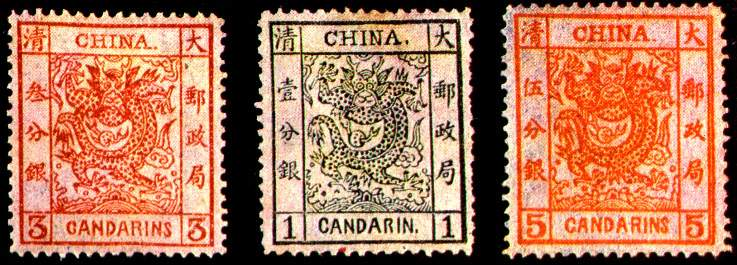
大龙邮票

大龙邮票是中國第一套郵票，又称“海关一次云龙邮票”，使用凸版印刷，有背刷與齒孔，面額有三種，分為綠色的1分銀、紅色的3分銀以及黃色的5分銀，1878年7月发行，发行日目前仍有爭議。

## 历史
发行前，清朝的海关设计了三款邮票草图，即云龙、宝塔和万年有象图，其中“万年有象”在现代价格最贵。

## 种类
大龙邮票可根据不同时期分为厚纸、薄纸、闊边三种，其中以闊边最为难得。大龍郵票有很高的收藏價值。